# Betlen Oszkár
Betlen Oszkár, szül. Bettelheim (Pozsony, 1909. szeptember 13. – Budapest, 1969. január 20.) újságíró, történész, a történelemtudományok kandidátusa. Betlen János televíziós műsorvezető édesapja.

## Élete
Gyermekkorában került Budapestre. A középiskola négy osztályának elvégzése után villanyszerelő mesterséget tanult, s évekig dolgozott szakmájában. 1930-ban Moszkvában a Kommunista Ifjúsági Internacionálé hat hónapos iskoláján tanult. Hazatérése után, 1931-ben megbízták az agitációs és propagandamunka irányításával és az Ifjú Proletár szerkesztőségének a vezetésével. 1931 áprilisában letartóztatták. 9 havi börtönbüntetésének letöltése után 1932-ben Pozsonyba toloncolták. Bevonultatták a csehszlovák hadseregbe, leszerelése után 1934-ben bekapcsolódott a szlovák munkásmozgalomba.
1935-ben küldött volt a Kommunista Ifjúsági Internacionálé világkongresszusán. 1936. október 4-én Pozsonyban megalakul a Magyar Fiatalok Szövetsége, a Csehszlovák Kommunista Párt irányítása alatt álló népfrontos, önmagát kulturális egyesületnek feltüntető tömörülés. A Szövetség létrehozói a CsKP magyar nyelvű napilapja, a Magyar Nap köré tömörülő fiatal kommunista értelmiségiek. A szlovák ifjúsági szervezet a titkársága tagjává, majd egyik titkárává választotta. Hamarosan tagja lett a Szlovák Kommunista Párt vezetőségének is. 1937-től Szlovákiában a Magyar Fiatalok Szövetségének vezetője volt, majd 1937-től a Moravska Ostrava-i Magyar Nap szerkesztőségében dolgozott. Az 1939. március 19-ei német megszállást követően részt vett a kommunisták külföldre menekítésében, határátkelésüket biztosította Csehország és Lengyelország között. De elárulták, és a németek 1939-ben elfogták, majd koncentrációs táborba vitték. Előbb Dachauban, majd Buchenwaldban raboskodott. 1942-ben néhány társával együtt átszállították Auschwitzba és ennek a haláltábornak a foglya volt 1945-ig. Tapasztalatait az Élet a halál földjén című könyvében örökítette meg. Hazatérte után a Szabad Nép szerkesztőségébe került, 1946-tól 1951-ig a lap újságírója, 1951–1954 között főszerkesztője volt.
1951. április 22-én a MÚOSZ közgyűlése megválasztotta a szövetség tisztikarát, Betlen Oszkár elnökségi tag lett. 1951-től az MDP Központi Vezetőségének póttagja volt egészen 1956-ig. 1954–56 között a Tartós békéért, népi demokráciáért című lap magyar kiadásának felelős szerkesztője volt. Tagja volt a lengyel–magyar kapcsolatok ápolását célul tűző, elsősorban irodalommal foglalkozó Magyar Mickiewicz Társaságnak is.
Az 1956-os forradalom megtorlása után a névtelenül közreadott kommunista brossúrasorozatot, a vidéki eseményeket is bemutató "fehér könyvet" szerkesztette.
1957-től haláláig az MSZMP Központi Bizottsága Párttörténeti Intézetének tudományos munkatársa volt. A nemzetközi szekció vezetőjeként a Kommunista Internacionálé történetének kutatásával, feldolgozásával foglalkozott.

## Művei
- Vesszen a sovinizmus! Szabad Nép, 1945. július 11.
- Reszlovakizálás és a szlovákok kényszerű áttelepítése. Társadalmi Szemle 1946.
- Az új Csehszlovákia és a cseh-magyar viszony. Társadalmi Szemle 1946.
- Fehér könyvek I-IV. - a Minisztertanács Tájékoztatási Hivatala adta ki négy kötetben Ellenforradalmi erők a magyar októberi eseményekben címmel. Az első kötet 1956 novemberében jelent meg, a kiadásáról szóló MSZMP-határozat nem maradt fenn. A szerkesztőbizottság tagjai: Betlen Oszkár, Darvasi István, Fellegi Tamás, Lovas Márton, Nemes Dezső, Nemes János, Orbán László, Szirmai István.
- Élet a halál földjén (életrajzi regény, 1959)
- Ellenforradalom Magyarországon 1956 (Budapest, 1958)
- Népi demokratikus fejlődés Spanyolországban 1936–1939 (Budapest, 1963)
- A Kommunista Internacionálé VII. kongresszusa (Budapest, 1964)
- Az egységfront-mozgalom és a harc a munkásosztály egységes forradalmi pártjáért 1933-1937 (Budapest, 1967)
- A Komintern egységpolitikája 1933-1937 (Budapest, 1968)
- A magyar és a nemzetközi munkásmozgalom története 1848-1945 (egyetemi jegyzet, Budapest, 1969)
- Párizs, Madrid, Bécs (Kossuth Könyvkiadó, 1968)

## Emlékezete
2003-ig hamvai a Munkásmozgalmi mauzóleum, Alsó terem, Felső sor-16. urnahelyen voltak elhelyezve.
"Ez volt tehát a régi öntudatom utolsó fellobbanása, amelyet aztán szétmorzsolt és a mélybe kényszerített az a szisztematikus sulykolás és lélekmérgezés, amelyben ettől kezdve részünk volt, és amelynek fő ágense a Szabad Nép szerkesztőségében Betlen Oszkár volt. Tőlem is irracionális azonosulást követeltek, s én teljesítettem; olyan okokból, amelyeket nem tudok megmagyarázni, de amelyek az élni akarás, a fönnmaradás vagy a karrierizmus motivációjához tartoznak."
"Volt a szerkesztőségben egy súlyos pszichopata, egy titokzatos, vagy titokzatosságot játszó kíméletlen alak, bizonyos Betlen Oszkár - sem a pozíciója, sem a funkciója nem volt eléggé világos, csak annyit lehetett tudni róla, hogy "régi elvtárs", politikai fogolyként megjárta Mauthausent, a csehszlovák pártból került át a magyarba (akárcsak Farkas Mihály), nekem mindig az volt és ma is az a gyanúm, hogy ő intrikálta ki a laptól Losonczyt is, Vásárhelyit is, mint nem igazán "megbízható elemeket" - eltávolítva azokat, akik útjában álltak a főszerkesztői fotel elérésében. Az sem lepne meg túlságosan, ha egyszer kiderülne, hogy Losonczy börtönbe-távolításában is szerepe volt."
Sírja a Fiumei úti sírkertben található, 2003 óta (43/2-U-22) sírhelyen. (Eredeti sírfelirata és urnája a Munkásmozgalmi mauzóleumban van).